# Blind Spot (téléfilm)
Pour les articles homonymes, voir Blind Spot.

Blind Spot est un téléfilm américain de Michael Toshiyuki Uno diffusé en 1993 aux États-Unis.

## Synopsis
Nell Harrington, une ambitieuse sénatrice voit sa vie professionnelle et personnelle affectée par l'addiction à la cocaïne de sa fille Phoebe, maman d'un bébé.

## Fiche technique
- Titre : Blind Spot
- Réalisation : Michael Toshiyuki Uno
- Scénario : Michael McTaggart et Ellen M. Violett, d'après leur histoire
- Adaptation : Nina Shengold
- Année : 1993
- Durée : 120 minutes
- Pays :  États-Unis
- Genre : Drame
- Date de diffusion : 2 mai 1993 (États-Unis)

## Distribution
- Joanne Woodward : Nell Harrington
- Laura Linney : Phoebe
- Reed Diamond : Charlie
- Fritz Weaver : Simon
- Allison Janney : Doreen
- Ming-Na : Mitsuko
- Patti d'Arbanville : Lucinda
- Mary Louise Wilson : Mrs. Deitz